# Victor J. Zolfo
Victor J. Zolfo (geb. vor 1987) ist ein US-amerikanischer Artdirector und Szenenbildner, der für Der seltsame Fall des Benjamin Button (2008) sowohl den Oscar und den British Academy Film Award (BAFTA Film Award) als auch den Excellence in Production Design Award der Art Directors Guild gewann.

## Leben
Zolfo begann seine Karriere als Artdirector und Szenenbildner 1987 bei Filmen wie Glitzernder Asphalt (1987) und Für immer Lulu (Forever, Lulu) und arbeitete bis heute an der szenischen Ausstattung von über 30 Filmen mit. 2006 wurde er zum Mitglied der Academy of Motion Picture Arts and Sciences (AMPAS) berufen.
Für Der seltsame Fall des Benjamin Button (2008) von Regisseur David Fincher mit Brad Pitt, Cate Blanchett und Taraji P. Henson in den Hauptrollen erhielt er zusammen mit Donald Graham Burt bei der Oscarverleihung 2009 den Oscar für das beste Szenenbild sowie bei den British Academy Film Awards 2009 den BAFTA Film Award für das beste Szenenbild. Darüber hinaus erhielten er und Burt sowie deren Mitarbeiterstab 2009 den Excellence in Production Design Award der Art Directors Guild (ADG).

## Filmografie (Auswahl)
- 1987: Glitzernder Asphalt
- 1987: Für immer Lulu (Forever, Lulu)
- 1994: Stargate
- 1996: Independence Day
- 2004: The Day After Tomorrow
- 2008: Der Ja-Sager
- 2008: Der seltsame Fall des Benjamin Button
- 2010: The Social Network
- 2011: Real Steel

## Auszeichnungen
- 2009: Oscar für das beste Szenenbild
- 2009: BAFTA Film Award für das beste Szenenbild
- 2009: ADG Excellence in Production Design Award